# Kleine Kerk (Voorhout)

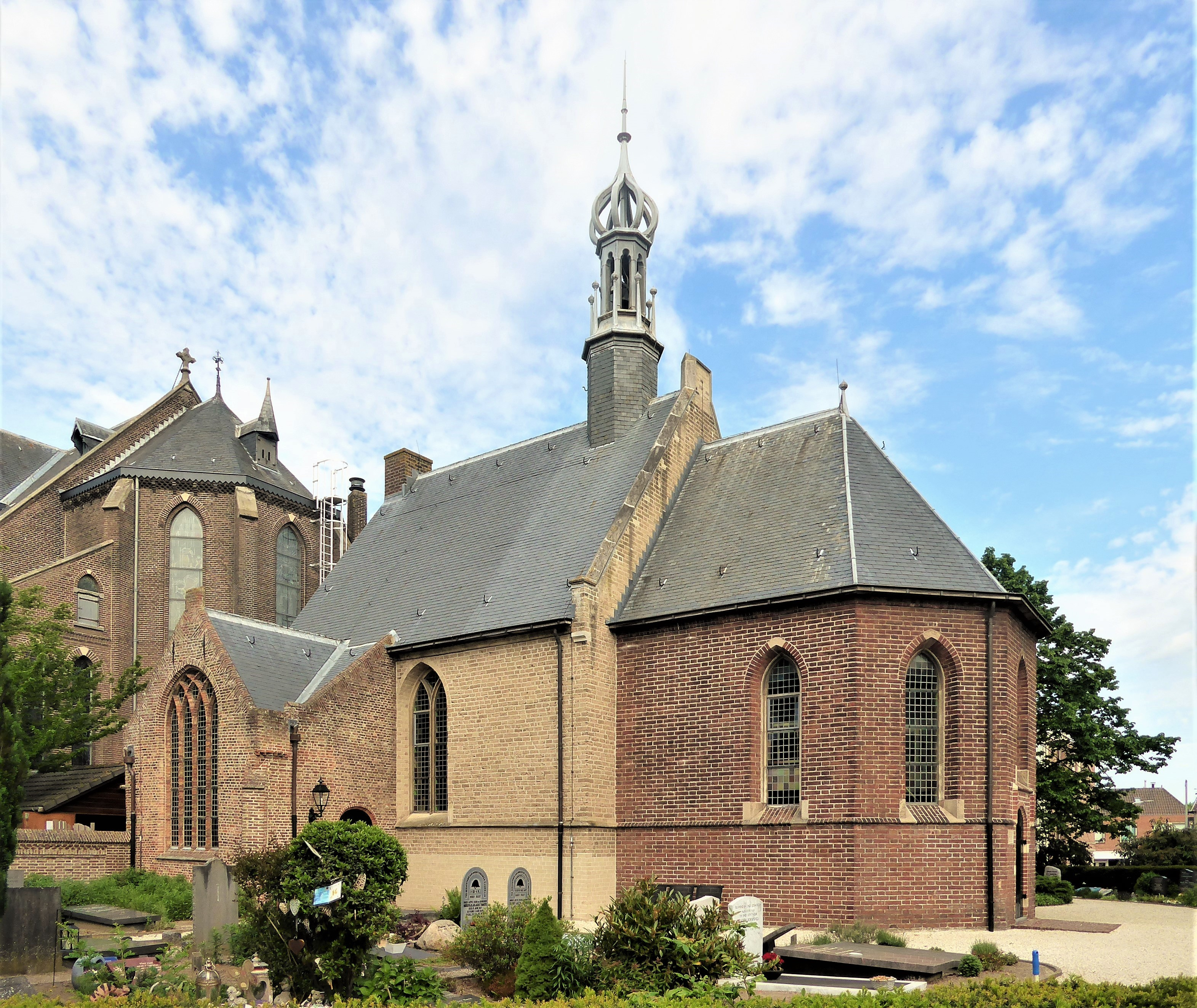
Die Kleine Kerk, dahinter der Chor der neuen Kirche

Die Kleine Kerk ist das Kirchengebäude einer reformierten Kirchengemeinde innerhalb der Protestantischen Kirche in den Niederlanden in Voorhout, einem Ortsteil der Gemeinde Teylingen (Provinz Südholland). Das Kirchengebäude ist als Rijksmonument eingestuft.

## Geschichte
Die Kleine Kerk stellt den erhaltenen Chorbereich der mittelalterlichen Pfarrkirche von Voorhout dar, die zu Ehren des Apostels Bartholomäus geweiht war. Nach der Zerstörung der Kirche im Jahr 1573 wurde zunächst allein der aus Tuffstein ausgeführte Chorraum aus dem 14. Jahrhundert wieder in Gebrauch genommen, dem zwei kleine querschiffartige spätgotische Kapellenanbauten aus dem 16. Jahrhundert aus Backstein angefügt sind. Langhaus und Turm der Kirche wurden 1768 wiederhergestellt. Im Jahr 1809 wurde an der Kirche ein Simultaneum eingeführt und die östlichen Teile wurden durch die Reformierten und das Langhaus im Westen durch die Katholiken genutzt.
1882 wurden Turm und Langhaus der Kirche niedergelegt und direkt westlich des alten Chors die neue römisch-katholische Bartholomeuskerk errichtet. Der Chor der alten Kirche dient seitdem nur noch der reformierten Gemeinde. Er wurde 1913/14 restauriert und durch einen dreiseitigen Chorschluss aus Backstein im Osten erweitert. Im Inneren befindet sich eine Kanzel aus dem 17. Jahrhundert.